# آرتور پارکر
آرتور پارکر (انگلیسی: Arthur L. Parker; ۱۶ نوامبر ۱۸۸۵ – ۱ ژانویهٔ ۱۹۴۵) کارآفرین اهل ایالات متحده آمریکا بود، که در سال ۱۹۱۷ شرکت پارکر هانیفین را تأسیس کرد.